# Hôtel de Crillon
L' Hôtel de Crillon, A Rosewood Hotel è un edificio storico situato a Parigi. Costruito ai piedi degli Champs-Élysées, il Crillon insieme al gemello Hôtel de la Marine è situato a Place de la Concorde.
L'edificio risalente al 1758 e realizzato in stile neoclassico francese, ospita dal 1909 un hotel. Dal 1900 è stato classificato come monumento storico dal Ministero della Cultura francese. L'hotel ha subito dal 2013 al 2017 un restauro.

## Storia

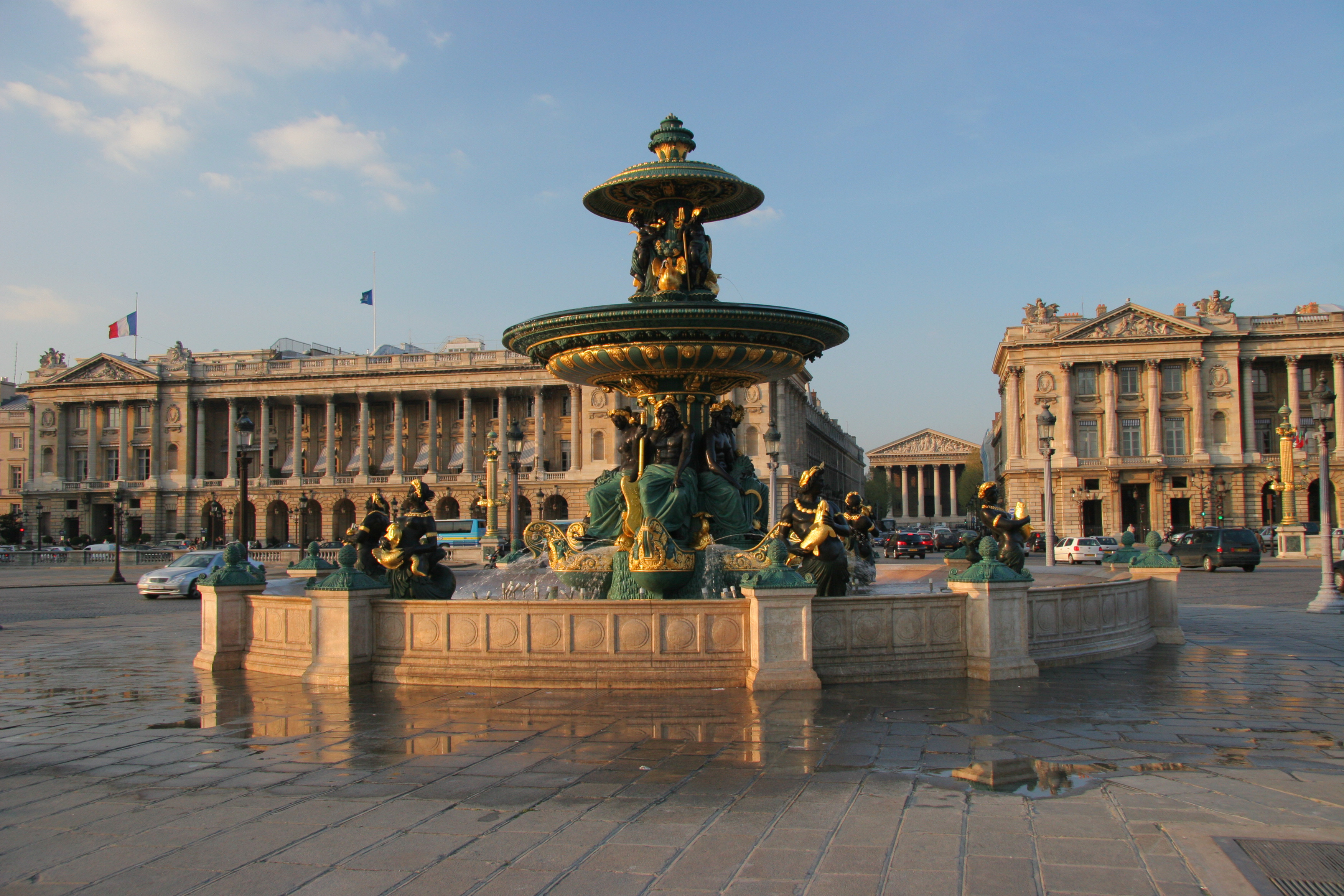
Hôtel de Crillon sulla sinistra, con l'Hôtel de la Marine sulla destra

L'edificio che oggi è l'hotel fu costruito nel 1758, dopo che il re Luigi XV incaricò il più prolifico architetto Ange-Jacques Gabriel di costruire due palazzi neoclassici in quella che sarebbe diventata la Place de la Concorde. I due edifici identici, separati da Rue Royale, furono inizialmente progettati per essere uffici dello stato francese. L'edificio orientale, l'Hôtel de la Marine, ha ospitato il quartier generale della Marina francese fino al 2015. L'edificio occidentale che sarebbe diventato l'Hôtel de Crillon fu occupato per la prima volta da Louis Marie Augustin, duca d'Aumont, un famoso mecenate delle arti. L'edificio fu ulteriormente arricchito dal suo secondo proprietario, l'architetto Louis-François Trouard, che fece costruire il Salon de Aigles nel 1775.
Il 6 febbraio 1778, l'edificio fu la sede in cui gli Stati Uniti e la Francia, appena fondati, firmarono i loro primi trattati. Gli americani Benjamin Franklin, Silas Deane e Arthur Lee incontrarono il diplomatico francese Conrad Alexandre Gérard de Rayneval per concludere il trattato franco-americano che riconosceva la Dichiarazione di Indipendenza degli Stati Uniti e un accordo commerciale.
Nel 1788, François Félix de Crillon (figlio di Louis de Crillon, duca di Crillon) acquistò l'edificio per la sua dimora. Tuttavia, il governo della Rivoluzione francese confiscò la proprietà nel 1791. Durante questo periodo, la casa fu utilizzata dal re Luigi XVI e dalla regina Maria Antonietta. Due anni dopo, nel 1793, il re Luigi XVI e la regina Maria Antonietta furono ghigliottinati in Place de la Concorde, direttamente di fronte all'edificio.
Alla fine, l'edificio fu restituito alla famiglia Crillon, i cui discendenti vi risiedettero per più di un secolo fino al 1904. Nel 1906, la Société du Louvre acquistò la proprietà e la trasformò in un hotel nel 1907. L'edificio fu poi sottoposto a una ristrutturazione di due anni sotto la supervisione dell'architetto Walter-André Destailleur. Ciò includeva l'acquisto di due edifici vicini in rue Boissy d'Anglas per ampliare la proprietà. Il nuovo Hôtel de Crillon è stato inaugurato l'11 marzo 1909.
L'hotel ospitò i membri della delegazione americana alla Conferenza di pace di Parigi dopo la prima guerra mondiale, compreso il consigliere chiave del presidente Wilson, Edward House.
Dal 1992 al 2012, l'hotel ha ospitato il Bal des débutantes, un evento annuale di moda citato da Forbes nel 2005 come una delle dieci migliori feste del mondo. L'hotel è stato visitato da molte figure importanti nel corso degli anni, tra cui Theodore Roosevelt, Winston Churchill, Madonna, Taylor Swift e Roger Federer.
Nel marzo 2013, l'Hôtel de Crillon ha chiuso per una serie di lavori di ristrutturazione guidati da Aline Asmar d'Amman. Questo progetto è stato progettato per rinnovare e modernizzare lo spazio. La ristrutturazione ha combinato le caratteristiche protette del punto di riferimento dell'hotel, come lo scalone d'onore e i saloni del XIX secolo, con stili e servizi moderni. Tristan Auer, Chahan Minassian, Cyril Vergniol e Karl Lagerfeld hanno collaborato con d'Amman a questo progetto da 200 milioni di euro. Karl Lagerfeld ha progettato Les Grands Apartements, le suite più stravaganti della proprietà. I lavori di ristrutturazione del 2013 sono durati fino a luglio 2017.

## Proprietà
Fino al 2005, attraverso Concorde Hotels & Resorts, l'Hôtel de Crillon faceva parte della Société du Louvre (le cui azioni erano quotate alla Borsa di Parigi) ed era controllato dalla holding della famiglia Taittinger. Lo Starwood Capital Group ha acquistato l'hotel dall'ex gruppo Taittinger nel 2005.
Il 1 ° novembre 2010, Le Figaro ha riferito che una vendita era in trattative finali a un gruppo saudita legato alla famiglia reale dell'Arabia Saudita. Il 23 novembre 2010, Starwood ha annunciato la vendita dell'hotel a un membro della famiglia reale saudita, il principe Mutaib bin Abdullah bin Abdulaziz Al Saud.
Nel dicembre 2013, Rosewood Hotels & Resorts ha annunciato che avrebbe gestito la proprietà, che ha riaperto il 5 luglio 2017.